# L-ソルボースオキシダーゼ
L-ソルボースオキシダーゼ（L-sorbose oxidase）は、次の化学反応を触媒する酸化還元酵素である。
L-ソルボース + O2 {\displaystyle \rightleftharpoons } 5-デヒドロ-D-フルクトース + H2O2
すなわち、この酵素の基質はL-ソルボースとO2で、生成物は5-デヒドロ-D-フルクトースとH2O2である。
組織名はL-sorbose:oxygen 5-oxidoreductaseである。